# Alessandro Liberati
Alessandro Liberati (soms ook: Allesandro; Frascati, 24 augustus 1847 – New York, 6 november 1927) was een Italiaans-Amerikaans componist, dirigent en kornettist.

## Levensloop

### Jeugd, opleiding en militaire en civiele muzikant
Liberati kreeg vermoedelijk van zijn ouders eerste muziekles. Zijn vader bespeelde zowel de bugel als een kleppentrompet. Liberati kon al op 12-jarige leeftijd de kornet bespelen en verzorgde zijn eerste optredens in de parochiekerk van Frascati. In 1864 werd hij trompettist in de Muziekkapel van het 1e Bataljon jagers van het pauselijke leger in Rome. In 1866 meldde hij zich als muzikant bij de Militaire muziekkapel van het 9e regiment vrijwilligers onder bevel van Menotti Garibaldi. Na de oorlog maakte hij ruim twee jaar deel uit van de muziekkapel van het eerste regiment infanterie binnen de brigata reale. Vervolgens werd hij trompettist in de muziekkapel van het eerste bataljon van het Franse Vreemdelingenlegioen en nam hij deel aan de slag bij Orléans tijdens de Frans-Duitse Oorlog. In Regensburg was hij in krijgsgevangenschap en werd hij pas na de oorlog vrijgelaten. In 1871 keerde hij terug naar Frankrijk en speelde hij in diverse harmonieorkesten in Lyon, Bordeaux, Parijs, Marseille en Nice. In 1872 vertrok hij aan boord van het Amerikaanse fregat "Juniata", waar hij als dirigent van het boordorkest en solist kornetconcerten verzorgde, naar Boston.

### Carrière in de Nieuwe Wereld
Liberati was in Canada dirigent van een militaire muziekkapel van de artillerie. Verder maakte hij concertreizen door Canada als solist op kornet met een militaire kapel. In 1875 keerde hij terug naar de Verenigde Staten als dirigent van de Detroit National Guard Band en de Detroit Police Bugle Band. In 1876 werd hij genaturaliseerd en daarmee officieel staatsburger van de Verenigde Staten. Als solist trad hij in 1876 op tijdens de Centennial Exposition in Philadelphia. Aldaar kon hij ook buitengewone orkesten beluisteren, zoals de Patrick Sarsfield Gilmore Band en het Jacques Offenbach Orkest. In 1877 werd hij kornetsolist in de J. Thomas Baldwin's Boston Cadet Band en hij trad onder andere op tijdens de openingsconcerten voor het Brighton Beach Hotel op Coney Island. Carlo Alberto Cappa, de bekende dirigent van de Seventh Regiment Band, haalde Patrick Sarsfield Gilmore ertoe over Liberati als alternatieve kornetsolist voor zijn orkest in te huren voor de concerten in 1878 en 1879.
In de jaren 1878 tot 1880 was hij de speciale solist tijdens de concerten bij de Interstate Expositions in Chicago en in 1881 speciale solist tijdens de concerten gedurende de expositie in Central Park. In hetzelfde jaar was hij solist tijdens de Yorktown Centennial Celebration samen met de Harvey Dodworth's Thirteenth Regiment Band. In 1883 was hij solist in het West End Resort in New Orleans alsook tijdens de Southern Exposition in Louisville. Verdere buitengewone concerten heeft hij gegeven tijdens het bezoek van president Grover Cleveland aan de Seventh Regiment Armory in New York alsook het bezoek van kardinaal Taschereau aan de Canadese provincie Quebec op 20 juni 1887. In 1886 was hij dirigent van een van de harmonieorkesten die tijdens het Twenty-third Triennial Conclave van de Tempeliers (Knights Templar) in Saint Louis optraden. Dit evenement was georganiseerd door Patrick Sarsfield Gilmore ten bate van een huis voor weduwen en wezen. Naast een verder solistisch optreden in het Golden Gate Park in San Francisco werd hij in 1886 benoemd tot dirigent van de Seventy-first Regimental National Guard Band in New York.
In 1889 richtte hij een eigen harmonieorkest met de naam The World Renowned Liberati Band op. Dit harmonieorkest had een contract met de C. D. Hess Grand Opera Company en verzorgde concerten in de pauze van opera's. Liberatis eigen harmonieorkest verzorgde uitgebreide concertreizen door zowel de Verenigde Staten als Canada en ontwikkelde een grote reputatie. Grote successen vierde hij daarbij vooral in Kansas City.
In september 1899 werd het door hem gereorganiseerde en uitgebreide harmonieorkest (The World Renowned Liberati Band) met 112 muzikanten uitgekozen om een grote parade door de straten van Philadelphia aan te voeren als huldeblijk aan de Union Army-veteranen uit deze stad. Gedurende de parade droeg hij een met vele medailles van verdiensten gedecoreerd uniform, rijdend op een zwarte hengst, en bespeelde hij een gouden kornet terwijl hij het harmonieorkest dirigeerde. Hij bleef vele jaren dirigent van dit harmonieorkest, ten minste tot 1922, toen zij een concert in Tulsa verzorgden. In 1902 trad hij op als kornetsolist in het Washington Park aan de rivier de Delaware in de buurt van Philadelphia. Later in hetzelfde jaar voltooide hij twee grote concertreizen: de eerste reis met concerten in grote steden tussen Philadelphia (Pennsylvania) en Dallas, waar hij speelde gedurende de State Fair of Texas, en de tweede rond de kerst vooral door de staat New York en naar de stad New York. In 1907 richtte hij een Grand Opera Company op, die in 1915 nog 65 instrumentalisten, een groot koor en tien zangsolisten omvatte. In 1919 werd hij adviseur van de Dodge Brothers Concert Band in Detroit en in 1923 verhuisde hij naar New York, waar hij nog jaren als kornettist, muziekleraar en componist werkzaam was.
Een van zijn bekendste leerlingen was Albertus L. Meyers, kornettist in het harmonieorkest van John Philip Sousa. 

## Composities

### Werken voor harmonieorkest
- 1882 Felice Waltz, voor kornet (solo) en harmonieorkest
- 1882 L'Esprit Militaire, wals voor kornet (solo) en harmonieorkest
- 1882 My Own Dear Cherished Home, voor kornet (solo) en harmonieorkest
- 1882 One Glance, My Heart Was Gone, lied en dans
- 1883 The Battle Cry of Freedom, voor kornet (solo) en harmonieorkest
- 1885 Polka Tyrolese, voor kornet (solo) en harmonieorkest
- 1888 Canzone Neapolitan, voor kornet (solo) en harmonieorkest
- 1888 Fiero, mars
- 1888 Galant Soldier, mars
- 1888 Il Caporale di Settimana, voor kornet (solo) en harmonieorkest
- 1888 My Token, voor kornet (solo) en harmonieorkest
- 1888 Past and Future, polka
- 1888 Remembrance of Sitzerland, voor kornet (solo) en harmonieorkest
- 1889 Carrie Gavotte, voor kornet (solo) en harmonieorkest
- 1889 Colima Polka, voor kornet (solo) en harmonieorkest
- 1891 La mia speranza, voor kornet (solo) en harmonieorkest
- 1893 Futura Inspirazione, polka voor kornet (solo) en harmonieorkest
- 1893 Mecca Temple, mars
- 1893 Our Flag to the Front, quickstep
- 1894 Belle of the West, scottish
- 1894 Hella Temple, mars
- 1894 The Bugler, mars
- 1885 The Arabs Patrol
- 1896 Belle of the East, scottish
- 1896 Kansas City Star, mars
- 1898 To War for Liberty, mars
- 1899 Belle of Kentucky, lied en dans
- 1900 Greater America, mars
- 1900 Her Ideal, mars
- 1900 Hudson Ripples, mars
- 1901 Still to the Front, mars
- 1902 Our American Belles, mars
- 1902 Pyramids, voor kornet (solo) en harmonieorkest
- 1903 Jockey Club, mars
- 1903 Our Dave, mars
- 1903 Puget Sound, mars
- 1903 Stawana, mars
- 1905 Al Koran, mars
- 1906 Corn carnival, karakteristieke mars
- 1908 Our Hero in Command, mars
- 1908 Our Iowa, mars
- 1911 Esmeralda, bolero
- 1912 Suffragette Parade, mars
- 1913 March of the Inland Tribes
- 1913 Potlatch, mars
- 1913 The Belle of Manila
- 1918 America, mars
- 1920 All Along the Line
- 1920 Detroit News, mars
- 1920 Souvenir of Switzerland, polka voor kornet solo en harmonieorkest
- Alaska-Yukon-Pacific Exposition, mars
- Eliese - Equa Tone, polka voor kornet en harmonieorkest
- Gabriel's Trumpet Polka
- Idle Thoughts
- Just in Time, mars
- Philadelphia Patriots, mars
- The Merry Golfers, mars

### Pedagogische werken
- Alessandro Liberati's method for cornet, New York: A. Liberati 
  1. 1st installment. Breathing. Training of the tongue. Preliminary and parallel exercises. Staccato playing. Studies. Solos of Liberati's composition
  2. 2nd installment. Legato playing. Studies. Two solos in four octave range
  3. 3rd installment. Phrasing. Studies. Solos.